# Марґарет Скіт
Марґарет Скіт (англ. Margaret Skeete, до шлюбу Сьюард (англ. Seward), 27 жовтня 1878, Рокпорт, Техас, США — 7 травня 1994, Радфорд, Вірджинія, США) — американська супердовгожителька. Була найстарішою повністю верифікованою нині живою людиною в США з 26 лютого 1992 року (після смерті Етті Мей Грін) аж до її смерті 7 травня 1994 року. Є найстарішою людиною в історії Техасу (115 років і 192 дні), а також останньою людиною, що народилась в 1878 році.

## Життєпис
Марґарет Сьюард народилася 27 жовтня 1878 року в місті Рокпорт, штат Техас в сім'ї Генрі та Марґарет Сміт Сьюард. В січні 1908, в 30 років, вона одружилася з Ренном Скітом, з яким мала трьох дітей (двох з них пережила). Після смерті чоловіка в 1953 році вона переїхала з Техасу до Вірджинії, щоб жити зі своєю старшою дочкою Верн Тейлор і її родиною. За словами доньки, Скіт була зазначена в переписі населення США 1880 року як дворічна. В 1993 році, після смерті Люсі Ганни, вона була зареєстрована в Книзі рекордів Гіннеса як найстаріший нині живий американець. 7 травня 1994 року Марґарет Скіт померла у віці 115 років і 192 днів, ставши найстарішою повністю верифікованою людиною в історії Техасу. На момент своєї смерті Скіт була найстарішою нині живою людиною в США і другою найстарішою повністю верифікованою людиною в світі, після француженки Жанни Кальман. Її дочка Верн також стала довгожителькою, проживши сто років (31 січня 1909 — 4 лютого 2009 року).